# The Deep & the Dark
The Deep & the Dark je sedmé studiové album rakouské symphonicmetalové hudební skupiny Visions of Atlantis. Vydáno bylo 16. února 2018 u společnosti Napalm Records. Jedná se o první studiové album skupiny od desky Ethera (2013); práce na The Deep & the Dark zabrala kapele čtyři roky. Na takto dlouhou dobu měly velký vliv hlavně personální změny, jediným hudebníkem, který ve skupině zůstal byl bubeník a zakladatel skupiny Thomas Caser. Vyměnila se tedy také pěvecká dvojice a do skupiny přišli Siegfried Samer a Clémentine Delauney. Ti pro nové písně napsali texty a složili hudbu, u které došlo k návratu k symfonickému metalu. Od něj se Visions of Atlantis na předchozích dvou albech odpoutali a právě Caser se chtěl k symfonickému stylu vrátit, což z velké části rozpoutalo neshody s bývalými členy. Deska je konceptuální, jejím tématem je „Návrat do Lemurie“. Producentem alba byl Frank Pitters.

## Seznam skladeb
| Pořadí         | Název               | Délka |
| -------------- | ------------------- | ----- |
| 1.             | The Deep & The Dark | 4:08  |
| 2.             | Return to Lemuria   | 4:09  |
| 3.             | Ritual Night        | 3:59  |
| 4.             | The Silent Mutiny   | 3:45  |
| 5.             | Book of Nature      | 3:45  |
| 6.             | The Last Home       | 4:14  |
| 7.             | The Grand Illusion  | 3:42  |
| 8.             | Dead Reckoning      | 3:53  |
| 9.             | Words of War        | 3:39  |
| 10.            | Prayer to the Lost  | 4:11  |
| Celková délka: | Celková délka:      | 41:01 |

## Obsazení
- Siegfried Samer – mužský zpěv
- Clémentine Delauney – ženský zpěv
- Thomas Caser – bicí
- Mike Koren – basová kytara
- Werner Fiedler – kytara
- Chris Kamper – klávesy